# Emmels
Emmels är ett vattendrag i Belgien.   Det ligger i provinsen Liège och regionen Vallonien, i den östra delen av landet, 140 km öster om huvudstaden Bryssel.
Omgivningarna runt Emmels är en mosaik av jordbruksmark och naturlig växtlighet. Runt Emmels är det ganska glesbefolkat, med 42 invånare per kvadratkilometer.